# 春秋十二列国
春秋十二列国（しゅんじゅうじゅうにれっこく）は、中国、春秋時代の12の有力な国。衛・魯・晋・鄭・曹・蔡・燕・斉・陳・宋・楚・呉・秦を指す。